# The New Age (film)
Pour plus de détails, voir Fiche technique et Distribution.
The New Age est un film américain réalisé par Michael Tolkin, sorti en 1994.

## Fiche technique
- Titre : The New Age
- Réalisation : Michael Tolkin
- Scénario : Michael Tolkin
- Musique : Mark Mothersbaugh
- Pays d'origine : États-Unis
- Format : Couleurs - 1,85:1 - Dolby
- Genre : comédie dramatique
- Durée : 112 minutes
- Date de sortie : 1994

## Distribution
- Peter Weller : Peter Witner
- Judy Davis : Katherine Witner
- Patrick Bauchau : Jean Levy
- Rachel Rosenthal : Sarah Friedberg
- Adam West : Jeff Witner
- Paula Marshall : Alison Gale
- Bruce Ramsay : Misha
- Susan Traylor : Ellen Saltonstall
- Patricia Heaton : Anna
- John Diehl : Lyle
- Samuel L. Jackson : Dale Deveaux
- Audra Lindley : Sandi Rego
- Corbin Bernsen : Kevin Bulasky
- Kimberley Kates : l'autre Catherine
- María Ellingsen : Hilly
- Rebecca Staab : Cliente
- Bob Flanagan : Bob
- Jack Blessing (voix)